# Euploea vandeventeri
Euploea vandeventeri är en fjärilsart som beskrevs av Forbes 1885. Euploea vandeventeri ingår i släktet Euploea och familjen praktfjärilar. Inga underarter finns listade i Catalogue of Life.